# Коренные малочисленные народы
Коренны́е малочи́сленные наро́ды (малочи́сленные наро́ды, автохто́нные наро́ды) — понятие, используемое в российском законодательстве для обозначения коренных народов, под которыми понимаются «особые группы населения, проживающие на территориях традиционного расселения их предков, сохраняющие традиционные образ жизни, хозяйствование и промыслы».

## История
Начиная с XVI века в России для именования нерусского населения, проживающего на осваиваемых первопроходцами окраинных землях, стали использоваться слова «иноземцы», «иноверцы», «инородцы» и «туземцы».
В Российской империи в числе первых нормативно-правовых актов, предназначенных для законодательной защиты прав коренных малочисленных народов, стал принятый в 1822 году «Устав об управлении инородцев». В том же году был принят «Устав о сибирских киргизах».
В 1920-е годы им на смену пришли такие понятия, как «малые народы Севера, Сибири и Дальнего Востока», «малые туземные народности Севера», «северные национальные меньшинства» и «туземные народности и племена северных окраин». Так в декретах и постановлениях советской власти, в частности в декрете ВЦИК, СНК РСФСР от 25 октября 1926 года «Об утверждении Временного Положения об управлении туземных народностей и племён северных окраин Р.С.Ф.С.Р.» был представлен закрытый перечень, первоначально охватывавший 24 этнические общности..
В 1993 году с принятием Конституции Российской Федерации в её 69-й статье законодательно было официально закреплено понятие «коренные малочисленные народы».
В 2000 году Правительством Российской Федерации был принят Единый перечень коренных малочисленных народов Российской Федерации, а в 2006 году Перечень коренных малочисленных народов Севера, Сибири и Дальнего Востока Российской Федерации.
По состоянию на 2015 год Единый перечень включал в себя:
- 40 народов Севера, Сибири и Дальнего Востока (алеуты, алюторцы, вепсы, долганы, ительмены, камчадалы, кереки, кеты, коряки, кумандинцы, манси, нанайцы, нганасаны, негидальцы, ненцы, нивхи, ороки, орочи, саамы, селькупы, сойоты, тазы, теленгиты, телеуты, тофалары, тубалары, тувинцы-тоджинцы, удэгейцы, ульчи, ханты, челканцы, чуванцы, чукчи, чулымцы, шорцы, эвенки, эвены, энцы, эскимосы, юкагиры);
- 7 народов из других регионов России: абазины (Карачаево-Черкесия), бесермяне (Удмуртия), водь (Ленинградская область), ижорцы (Ленинградская область), нагайбаки (Челябинская область), сету (Псковская область) и шапсуги (Краснодарский край).

## Законодательное регулирование и реализация на практике прав коренных малочисленных народов
Право коренных народов в качестве комплекса норм права, определяющего правовое положение этих этнических сообществ, стало частью российского государственного права два столетия назад.  В XX в. политика «преодоления многовековой отсталости»  сочеталась с решениями о территориальном самоопределении таких народов (в форме национальных, а позже автономных округов) и развитием форм их самоорганизации. Благодаря действующей Конституции РФ «малые народы» были признаны в новом правовом статусе коренных малочисленных народов России, что заметно ускорило процессы институционализации аборигенного права. Первый этап формирования институтов пришелся на рубеж XX–XXI столетий, переход ко второму этапу уместно начать со второго десятилетия XXI в. Оба этапа характеризовались формированием новых правовых институтов, отражающих потребности сохранения и развития аборигенных сообществ.
К концу 90-х гг. XX столетия в России сформировались три института права коренных малочисленных народов: 1) институт общины коренных малочисленных народов Севера, Сибири и Дальнего Востока; 2) институт территорий традиционного природопользования (представлен различными региональными практиками конкретизации норм федерального закона); 3) институт корпоративного представительства, осуществляемый на уровне государственной власти субъектов РФ. Они решали задачи самоорганизации таких народов, сохранения традиционного образа жизни и представительства в системе публичной власти. Защита прав коренных малочисленных народов была признана предметом совместного ведения Российской Федерации и ее субъектов, что дало возможность опережающего правового регулирования законами субъектов. Это расширило содержание законодательства РФ о коренных малочисленных народах за счет региональных законов об оленеводстве, факториях, фольклоре, языках, иных институтах, обеспечивающих идентичность таких народов
В основе законодательства Российской Федерации, посвящённом положению и защите прав национальных меньшинств, лежат общие принципы и нормы международного права, в частности выраженные в межгосударственных договорах России о правах человека и защите прав национальных меньшинств. Национальное право представлено принятом в 1999 году Федеральным законом «О гарантиях прав коренных малочисленных народов Российской Федерации», а также принятыми в 2000 и 2001 году соответственно федеральными законами «Об общих принципах организации общин коренных малочисленных народов Севера, Сибири и Дальнего Востока Российской Федерации» и «О территориях традиционного природопользования коренных малочисленных народов Севера, Сибири и Дальнего Востока РФ». В 2007 году была утверждена Концепция федеральной целевой программы «Экономическое и социальное развитие коренных малочисленных народов Севера, Сибири и Дальнего Востока до 2015 года». Также на региональном уровне субъекты Российской Федерации обладают правом самостоятельно решать вопросы связанные с проживающими на их территориях национальными меньшинствами.
Коренные малочисленные народы были выделены в обособленную группу народов для обеспечения их защиты со стороны государства. Они обладают  особым статусом и имеют право на ряд льгот, имеющих законодательное закрепление, среди которых:
- преимущественное пользование биоресурсами в ареале обитания. При этом добыча природных ресурсов разрешена без ограничения для коренных малочисленных народов, но не для коммерческих целей;
- выход на пенсию в более раннем возрасте (по состоянию на 2019 год для женщин этот возраст установлен в 50 лет, для мужчин - 55 лет);
- преимущественное право на прохождение альтернативной гражданской службы, где в число работ включено оленеводство;
- освобождение от налогов на землю;
- С 2001 года законодательно установлено создание территорий традиционного природопользования (на федеральном уровне по состоянию на 2019 год ни одной территории традиционного природопользования не создано).

Российским законодательством установлен ряд признаков, на основании которых та или иная этническая общность может быть признана коренным малочисленным народом. Этнос должен:
- обладать этнической самоидентификацией (осознанием себя в качестве самостоятельной этнической общности);
- сохранять свою исконную территорию или среду обитания;
- сохранять особое экономическое пространство посредством занятия народными промыслами;
- сохранять самобытную культуру;
- сохранять общий для всех родной язык;
- иметь численность населения на территории России не более чем 50 тысяч человек.